# إيسابيلا باباس
إيزابيلا نويمي باباس (بالإنجليزية: Isabella Noemi Pappas)‏، هي ممثلة إيطالية، ولدت في 21 أغسطس 2002 في لندن.

## روابط خارجية
- إيسابيلا باباس على موقع IMDb (الإنجليزية)
- إيسابيلا باباس على موقع روتن توميتوز (الإنجليزية)
- إيسابيلا باباس على موقع قاعدة بيانات الأفلام العربية
- إيسابيلا باباس على موقع ألو سيني (الفرنسية)
- إيسابيلا باباس على موقع أول ميوزيك (الإنجليزية)
- إيسابيلا باباس على موقع قاعدة بيانات الفيلم (الإنجليزية)
- إيسابيلا باباس على موقع كينوبويسك (الروسية)